# Pēteris Valeskalns
Pēteris Valeskalns (ur. 1899, zm. 1987) – działacz państwowy Łotewskiej SRR.
W 1917 wstąpił do SDPRR(b), 1920-1924 studiował na Uniwersytecie Moskiewskim, w 1928 ukończył Instytut Czerwonej Profesury. W latach 1940–1944 był ludowym komisarzem oświaty Łotewskiej SRR, 1944-1950 ludowym komisarzem/ministrem spraw zagranicznych Łotewskiej SRR, następnie akademikiem-sekretarzem Akademii Nauk Łotewskiej SRR i przewodniczącym KC Związku Pracowników Szkół Wyższych i Instytucji Naukowych, a od 20 marca 1963 do 7 lipca 1971 przewodniczącym Rady Najwyższej Łotewskiej SRR.